# لجنة استخدام الفضاء الخارجي في الأغراض السلمية
لجنة استخدام الفضاء الخارجي في الأغراض السلمية (بالإنجليزية:  (United Nations Committee on the Peaceful Uses of Outer Space (COPUOS )‏ هي لجنة تابعة للأمم المتحدة. أنشأت عام 1958 بعد أن أطلق الأتحاد السوفيتي القمر الصناعي الأول سبوتنك-1. و قد زاد أعضاد اللجنة من 24 عند تأسيسها إلى 69 عام 2007 لتصبح أحد أكبر اللجان في الأمم المتحدة.

## أعضاء اللجنة
- ألبانيا
- الجزائر
- الأرجنتين
- أستراليا
- بلجيكا
- بنين
- بوليفيا
- البرازيل
- بلغاريا
- بركينا فاسو
- كاميرون
- كندا
- تشاد
- تشيلي
- جمهورية الصين الشعبية
- كولومبيا
- كوبا
- التشيك
- الإكوادور
- مصر
- فرنسا
- المجر
- ألمانيا
- اليونان
- الهند
- أندونيسيا
- إيران
- العراق
- إيطاليا
- اليابان
- كازاخستان
- كينيا
- لبنان
- ليبيا
- ماليزيا
- المكسيك
- منغوليا
- المغرب
- هولندا
- نيكاراغوا
- النيجر
- نيجيريا
- باكستان
- بيرو
- الفلبين
- بولندا
- البرتقال
- كوريا
- رومانيا
- روسيا
- المملكة العربية السعودية
- السنغال
- سيراليون
- سلوفاكيا
- أفريقيا الجنوبية
- إسبانيا
- السودان
- السويد
- سويسرا
- سوريا
- تايلاند
- تركيا
- تونس
- المملكة المتحدة
- الولايات المتحدة الأمريكية
- أوكرانيا
- الأوروغواي
- فينزويلا
- فيتنام
- سلطنة عمان
- الإمارات
- قطر
- سيرلانكا
- السلفادور
- إسرائيل